# Constanta Planck

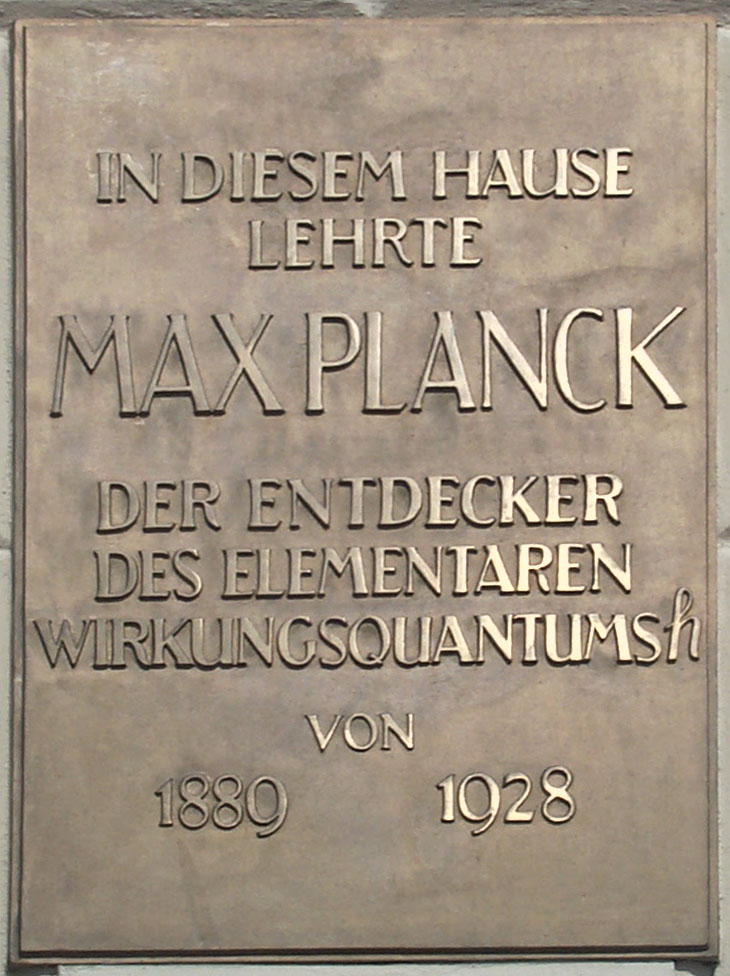
O placă comemorativă în memoria lui Max Planck și descoperirea de către acesta a constantei Planck, în fața Universității Humboldt, Berlin. Traducere în română: „În acestă clădire a predat Max Planck descoperitorul cuantei elementare de acțiune h între 1889 și 1928.”

Constanta Planck, notată cu {\displaystyle h\,}, este o constantă fizică fundamentală care reprezintă unitatea naturală de acțiune (energie × timp) în mecanica cuantică. Ea a fost introdusă de Max Planck ca factor de proporționalitate între energia și frecvența unui foton, conform relației {\displaystyle E=h\nu \,.} În calculele teoretice se folosește curent constanta Planck redusă (numită și constanta Dirac) {\displaystyle \,\hbar ={\frac {h}{2\pi }}\,} (pronunțare h barat), care este factorul de proporționalitate între energie și frecvența unghiulară (pulsație): {\displaystyle E=\hbar \omega \,.}

## Unități, valoare și simboluri
Constanta Planck are dimensiune de energie înmulțită cu timp, care sunt dimensiunile acțiunii fizice. În Sistemul Internațional de Unități, constanta Planck este exprimată în Joule x secundă. Dimensiunea constantei poate fi scrisă impuls x distanță (N·m·s), care sunt dimensiunile momentului cinetic. Adesea, unitatea aleasă este 1 eV = 1,602 × 10-19 J, datorită energiilor mici adesea întâlnite în fizica cuantică.
În România, valoarea standardizată a constantei Planck este:
{\displaystyle h=\,\,\,6,626\ 075\ 5(40)\times 10^{-34}\ {\mbox{J}}\cdot {\mbox{s}}\,\,\,=\,\,\,4,135\ 671\ 4(25)\times 10^{-15}\ {\mbox{eV}}\cdot {\mbox{s}}}
CODATA furnizează o valoare mai exactă:
{\displaystyle h=\,\,\,6,626\ 068\ 96(33)\times 10^{-34}\ {\mbox{J}}\cdot {\mbox{s}}\,\,\,=\,\,\,4,135\ 667\ 33(21)\times 10^{-15}\ {\mbox{eV}}\cdot {\mbox{s}}}
Cele două cifre în paranteză reprezintă deviația standard în ultimele două cifre ale valorii.
Rezultatele CODATA din 2006 au fost publicate în Martie 2007 și reprezintă valoarea cea mai bine cunoscută, internațional acceptată, pentru această constantă, bazat pe toate datele disponibile la data de 31 decembrie 2006. Noi cifre CODATA sunt publicate la intervale de patru ani.
Valoarea constantei Dirac este:
{\displaystyle \hbar \ \equiv {\frac {h}{2\pi }}=\,\,\,1,054\ 571\ 628(53)\times 10^{-34}\ {\mbox{J}}\cdot {\mbox{s}}\,\,\,=\,\,\,6,582\ 118\ 99(33)\times 10^{-16}\ {\mbox{eV}}\cdot {\mbox{s}}}
Unicode rezervă pozițiile U+210E (h) pentru constanta Planck, și U+210F (ħ) pentru constanta Dirac.

## Originile constantei Planck
Constanta Planck a fost propusă cu referire la problema radiației de corp negru. Presupunerea ce a stat la baza legii lui Planck privind radiația corpului negru a fost că radiația electromagnetică emisă de un corp negru poate fi modelată ca o mulțime de oscilatori armonici cu energie cuantificată de forma:
{\displaystyle E=h\nu =h\omega /(2\pi )=\hbar \omega \ }
{\displaystyle E\ } este energia cuantificabilă a fotonilor de radiație cu frecvența (Hz) de {\displaystyle \nu \ } sau viteza unghiulară (rad/s) de {\displaystyle \omega \ } (omega).
Acest model s-a dovedit extrem de precis, dar a furnizat un punct de blocaj intelectual pentru teoreticienii care nu înțelegeau de unde a apărut cuantificarea energiei — Planck însuși o considera "o presupunere pur formală". Din acest punct a pornit dezvoltarea întregii teorii a mecanicii cuantice.
În plus față de unele presupuneri care au stat la baza interpretării unor anumite valori din formularea cuantică, una din pietrele de hotar ale întregii teorii este relația de comutație între operatorul poziție {\displaystyle {\hat {x}}} și operatorul impuls {\displaystyle {\hat {p}}}:
{\displaystyle [{\hat {p_{i}}},{\hat {x_{j}}}]=-i\hbar \delta _{ij}}
unde {\displaystyle \delta _{ij}} este delta Kronecker⁠(d).

## Folosire
Constanta lui Planck este folosită pentru a descrie cuantificarea. Fie energia E transportată de o rază de lumină de frecvență constantă ν. Ea poate lua doar valori de forma
{\displaystyle E=nh\nu \,,\quad n\in \mathbb {N} .}
Este uneori mai ușor de folosit frecvența unghiulară {\displaystyle \omega =2\pi \,\nu }, care dă
{\displaystyle E=n\hbar \omega \,,\quad n\in \mathbb {N} .}
Există astfel condiții de cuantificare. Una deosebit de interesantă guvernează cuantificarea impulsului unghiular. Fie J impulsul unghiular total al unui sistem cu invariație rotațională, sistem invariant-rotațional, și Jz impulsul unghiular măsurat de-a lungul oricărei direcții date. Aceste cantități de impuls pot lua doar valorile:
{\displaystyle {\begin{aligned}J^{2}=j(j+1)\hbar ^{2},\quad &j=0,1/2,1,3/2,\ldots ,\\J_{z}=m\hbar ,\qquad \quad \quad &m=-j,-j+1,\ldots ,j.\end{aligned}}}
Astfel, despre {\displaystyle \hbar } se spune că este „cuantă de impuls unghiular”.
Constanta Planck apare și în formulările principiului incertitudinii al lui Werner Heisenberg. Dat fiind un număr mare de particule aflate în aceeași stare, incertitudinea privind poziția lor, {\displaystyle \Delta x}, și incertitudinea privind impulsul lor (pe o aceeași direcție), {\displaystyle \Delta p}, respectă regula
{\displaystyle \Delta x\,\Delta p\geq {\begin{matrix}{\frac {1}{2}}\end{matrix}}\hbar }
unde incertitudinea s-a exprimat sub formă de deviație standard a valorii măsurate față de o valoare așteptată.
Există mai multe astfel de perechi de valori măsurabile fizic înafară de impuls și energie care respectă o regulă similară.

## Constanta Dirac
Constanta Dirac sau „constanta Planck redusă”, {\displaystyle \hbar ={\frac {h}{2\pi }}\ }, diferă de constanta Planck cu un factor de {\displaystyle 1/2\pi }. Constanta Planck este exprimată în unități SI în, Joule per hz (ciclu pe sec), iar constanta Dirac este aceeași valoare exprimată în Joule ori radian pe secundă. Ambele constante sunt factori de conversie între unități de energie și unități de frecvență.
În esență, constanta Dirac este un factor de conversie între faza luminii (în radiani) și acțiune (în joule ori secundă) după cum se vede în ecuația lui Schrödinger. Toate celelalte moduri de folosire a constantei Planck și a constantei Dirac derivă din aceasta din urmă.

## Semnificația dimensiunii constantei Planck
Exprimată în unități SI de J·s, constanta Planck este una dintre cele mai mici constante folosite în fizică la scară macroscopică. Semnificația acestui fapt constă în faptul că ea reflectă scara extrem de mică la care se observă efectele cuantice, și deci motivul pentru care nu ne ciocnim de aceste efecte în viața de zi cu zi așa cum ne ciocnim de legile clasice. Într-adevăr, se poate demonstra fizica clasică poate fi definită ca limita mecanicii cuantice când constanta Planck tinde la zero, plecând dela ecuația lui Schrodinger. Totuși, în unitățile care descriu fizica dar la scară atomică, constanta Planck este luată ca fiind 1, ceea ce reflectă faptul că fizica la scară atomică este dominată numai de efecte cuantice.
Constanta de acțiune h are dimensiunea fizică a acțiunii  A  care este dată de produsul energie x timp.  A = W x t = [Joule x sec]. Acțiunea este mărime fizică din mecanică.Folosind o mărime din mecanică pentru explicarea fenomenelor din electrodinamică,
Planck realizează de fapt prima legătură între electromagnetism și mecanică.